# Modiljon
Modiljon je naziv za malenu kvadratičnu konzolu, koja se javlja kao sastavni dio korintskoga i kompozitnoga reda.
Riječ je o arhitektonskom elementu, koji je uglavnom bogato reljefno ukrašen, te je u sklopu trabeacije postavljen tako da stvara dojam kao da nosi krunu vijenca hrama, premda u stvarnosti nema nikakvu konstruktivnu ulogu, već je njegova funkcija isključivo dekorativna. 
Kvadratična polja između dvaju modiljona također su u pravilu bogato reljefno ukrašena.